# James A. Weston
James Adams Weston, född 27 augusti 1827 i Manchester i New Hampshire, död 8 maj 1895 i Manchester i New Hampshire, var en amerikansk politiker (demokrat). Han var New Hampshires guvernör 1871–1872 och 1874–1875.
Weston efterträdde 1871 Onslow Stearns som guvernör och efterträddes 1872 av Ezekiel A. Straw. År 1874 tillträdde han på nytt som guvernör och efterträddes 1875 av Person Colby Cheney.